# Liste des aéroports les plus fréquentés en Croatie
Cet article dresse une liste des aéroports les plus fréquentés de Croatie par an quant au trafic passagers. 

## En graphique
Pour des raisons techniques, il est temporairement impossible d'afficher le graphique qui aurait dû être présenté ici.

Voir la requête brute et les sources sur Wikidata.

## Tableau
| Rang  | Aéroport     | Ville       | IATA  | OACI  | 2015      | 2016      | 2017      | 2018       | Changement |
| ----- | ------------ | ----------- | ----- | ----- | --------- | --------- | --------- | ---------- | ---------- |
| 1.    | Zagreb-Pleso | Zagreb      | ZAG   | LDZA  | 2 587 798 | 2 776 087 | 3 092 047 | 3 366 310  | 7.9 %      |
| 2.    | Split        | Split       | SPU   | LDSP  | 1 955 400 | 2 289 987 | 2 818 176 | 3 124 067  | 10.85 %    |
| 3.    | Dubrovnik    | Dubrovnik   | DBV   | LDDU  | 1 693 934 | 1 993 243 | 2 323 065 | 2 539 412  | 9.31 %     |
| 4.    | Pula         | Pula        | PUY   | LDPL  | 359 426   | 436 121   | 595 812   | 718 187    | 20.3 %     |
| 5.    | Zadar        | Zadar       | ZAD   | LDZD  | 487 652   | 520 924   | 589 841   | 604 039    | 24,3 %     |
| 6.    | Rijeka       | Rijeka      | RJK   | LDRI  | 139 718   | 145 297   | 142 111   | 183 606    | 29.2 %     |
| 7.    | Osijek       | Osijek      | OSI   | LDOS  | 28 651    | 30 605    | 43 373    | 67 235     | 55 %       |
| 8.    | Brač         | Brač        | BWK   | LDSB  | 8 809     | 12 354    | 21 596    | 30 170     | 28,4 %     |
| 9.    | Lošinj (en)  | Mali Lošinj | LSZ   | LDLO  | 12 287    | 6 402     | 6 042     | 6 939      | 12,9 %     |
| TOTAL | TOTAL        | TOTAL       | TOTAL | TOTAL | 7 257 521 | 8 225 723 | 9 632 423 | 10 637 848 |            |